# سعود ناصر
سعود ناصر (انگلیسی: Saoud Nasser؛ زادهٔ ۱ ژانویهٔ ۱۹۹۰) یک بازیکن فوتبال اهل قطر است.